# 骨彫

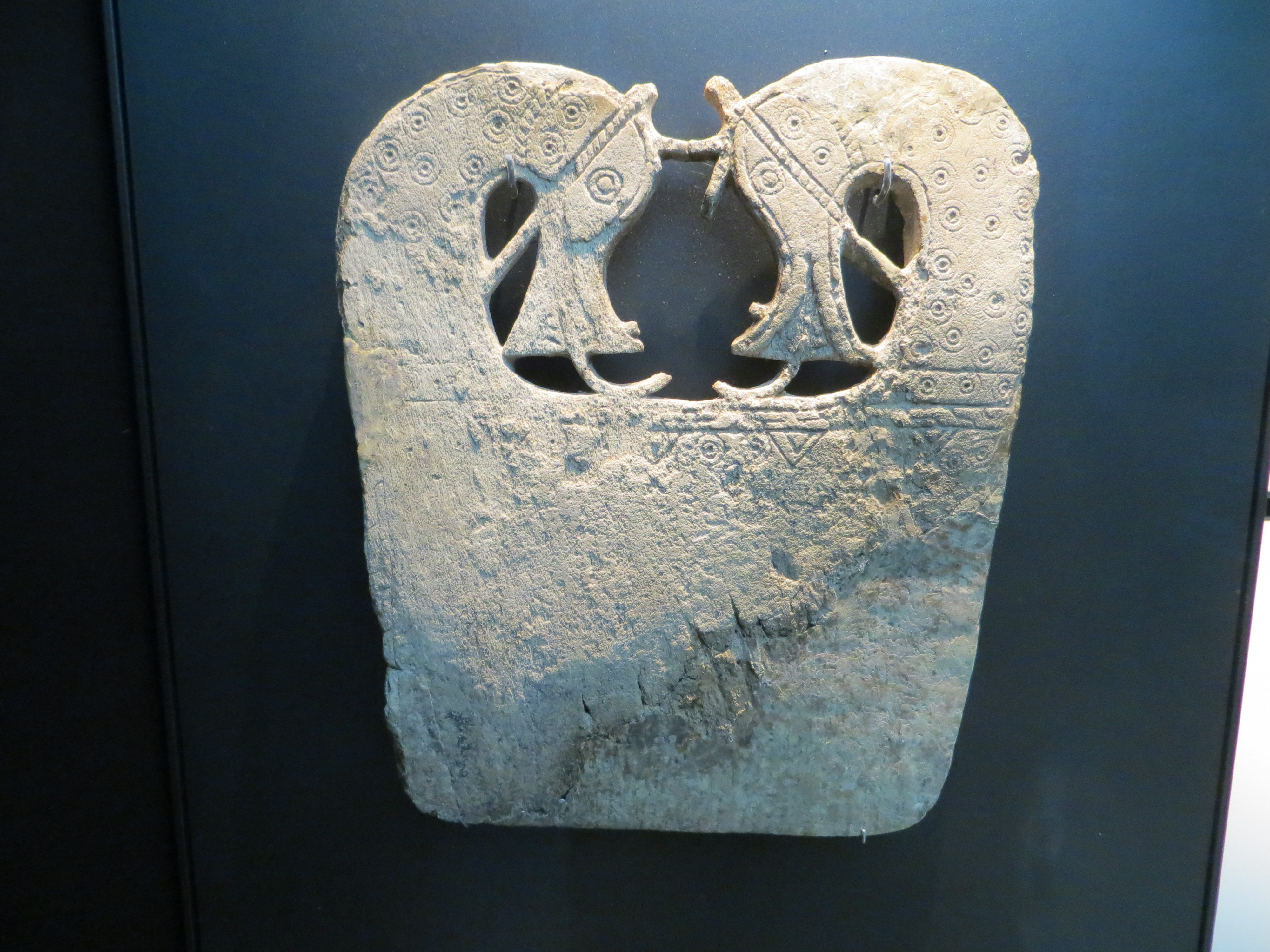
北歐維京人的骨頭彫塑，發源於現代挪威,9世紀。

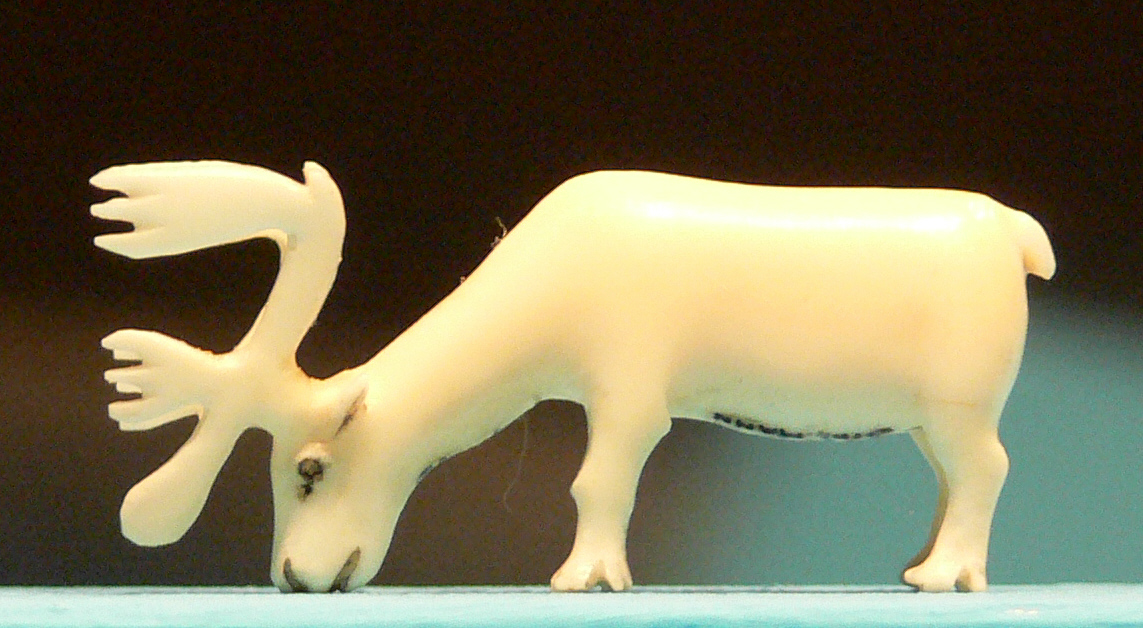
美國阿拉斯加州的愛斯基摩人所彫刻的馴鹿。1910年發現，現藏於林登博物館。

骨彫，主要指彫刻動物的骨頭而得到的藝術品，也可以指任何彫刻象牙、鹿角等堅硬動物肉體所彫刻出來的藝術品、工具、狩獵武器和其它物品。骨彫不僅僅極局限於純彫刻，它經常會和繪畫、鑲嵌、貼金屬等其它工藝的集合，呈現出原始的裝飾之美，亦可透過骨頭而復原出其生前的形態。
骨彫在全地球的各種文化中都有被發現，是一種普遍存在於人類社會的藝術形式。到了近代之後，其他動物的骨彫有時作也會為象牙彫刻的一種便宜替代品，以為大地球很多語言中並不會區分骨骼和牙齒。作為一種常用的彫刻模式，它在硬度和精細方面不如其它工藝，缺乏有光澤表面，而且彫刻完後的凹槽內很容易累積黑色的污垢。同時骨彫也不適合長期保存，因為骨骼內部的結構會隨著時間不斷老化、酥鬆；所以，骨彫一旦完成就更難進行二次加工，否則容易碎裂。有鑒於此，大多數骨彫乾脆在“一片薄板上雕刻”，用骨頭彫出大致的形狀而不會添加過多的裝飾。這樣既能夠防止碎裂，也不怕灰塵的累積會影響外觀。在歐洲文藝復興之後，象牙的彫塑成為了奢侈品，在沒有大象、海象或一角鯨的非洲、中東和印度地區，便宜的骨頭彫刻成為了熱門商品。
骨彫雖然在現代的彫刻藝術中不佔據重要地位，但是它在“史前藝術”中極為重要，是原始人僅有的幾種藝術能力之一。著名人物有鹿角製成的游泳馴鹿和許多維納斯彫像。盎格魯薩克遜的文化中，經常使用海象的牙齒或者鯨魚的骨頭來製作棺材、陪葬品等死後用具。中世紀的骨棺是由意大利北部的Embriachi 作坊（約 1375-1425 年）和其他人 製作的，主要使用成排的浮彫薄板。

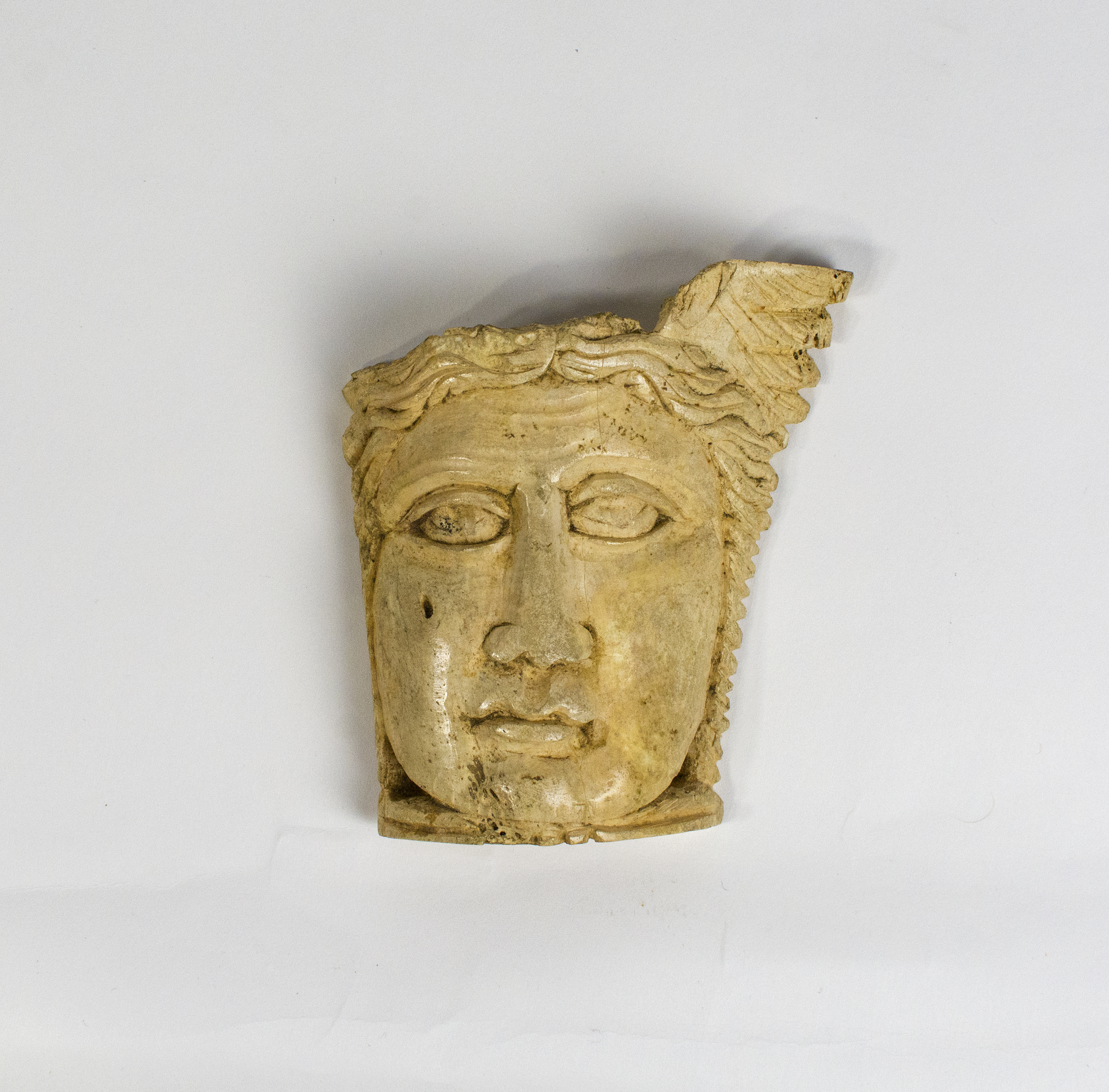
在一塊彎曲的骨頭上彫刻的一張臉，臉部被頭髮框住。發現於羅馬帝國時代，屬於科普特人的藝術品。

藝術家和工匠也使用扁骨來模倣骨彫的形式，尤其是金屬工人，這些作品被稱為“試件”。2021年7月，科學家報告發現了一件骨彫，這是世界上最古老的幾件藝術作品之一，亦是“彫刻”領域中年代最早的，由尼安德特人在大約51,000年前製作。
鯨骨和鯨鬚也是屬於骨彫的一種，在英國、荷蘭、北歐的中世紀特別流行，但是在文藝復興之後逐漸棄用。

## 資料來源